# Перевесье (Гомельская область)
Перевесье (бел. Перавессе) — посёлок в Неглюбском сельсовете Ветковского района Гомельской области Беларуси.

## География
В 33 км на северо-восток от Ветки, 57 км от Гомеля.

## Транспортная сеть
Транспортные связи по просёлочной, затем автомобильной дороге Светиловичи — Гомель. Планировка состоит из короткой прямолинейной улицы, почти широтной ориентации, застроенной деревянными домами усадебного типа.

## История
Основан в 1920-х годах переселенцами из соседних деревень на бывших помещичьих землях. В 1931 году жители вступили в колхоз. Во время Великой Отечественной войны 19 жителей погибли на фронте. В 1959 году в составе совхоза «Дружба» (центр — деревня Неглюбка).

## Население
- 1940 год — 40 дворов, 185 жителей.
- 1959 год — 165 жителей (согласно переписи).
- 2004 год — 16 хозяйств, 32 жителя.